# La Couseuse (Léger)
Pour les articles homonymes, voir La Couseuse.
La Couseuse est un tableau peint par Fernand Léger en 1910. Cette huile sur toile est le portrait cubiste d'une femme qui coud. Exposée au Salon des indépendants de 1911, elle est aujourd'hui conservée au musée national d'Art moderne, à Paris.

## Expositions
- Salon des indépendants de 1911, Paris, 1911.
- Le Cubisme, Centre national d'art et de culture Georges-Pompidou, Paris, 2018-2019.